# Аргентино-малайзийские отношения
Аргентино-малайзийские отношения — двусторонние дипломатические отношения между Аргентиной и Малайзией.

## История

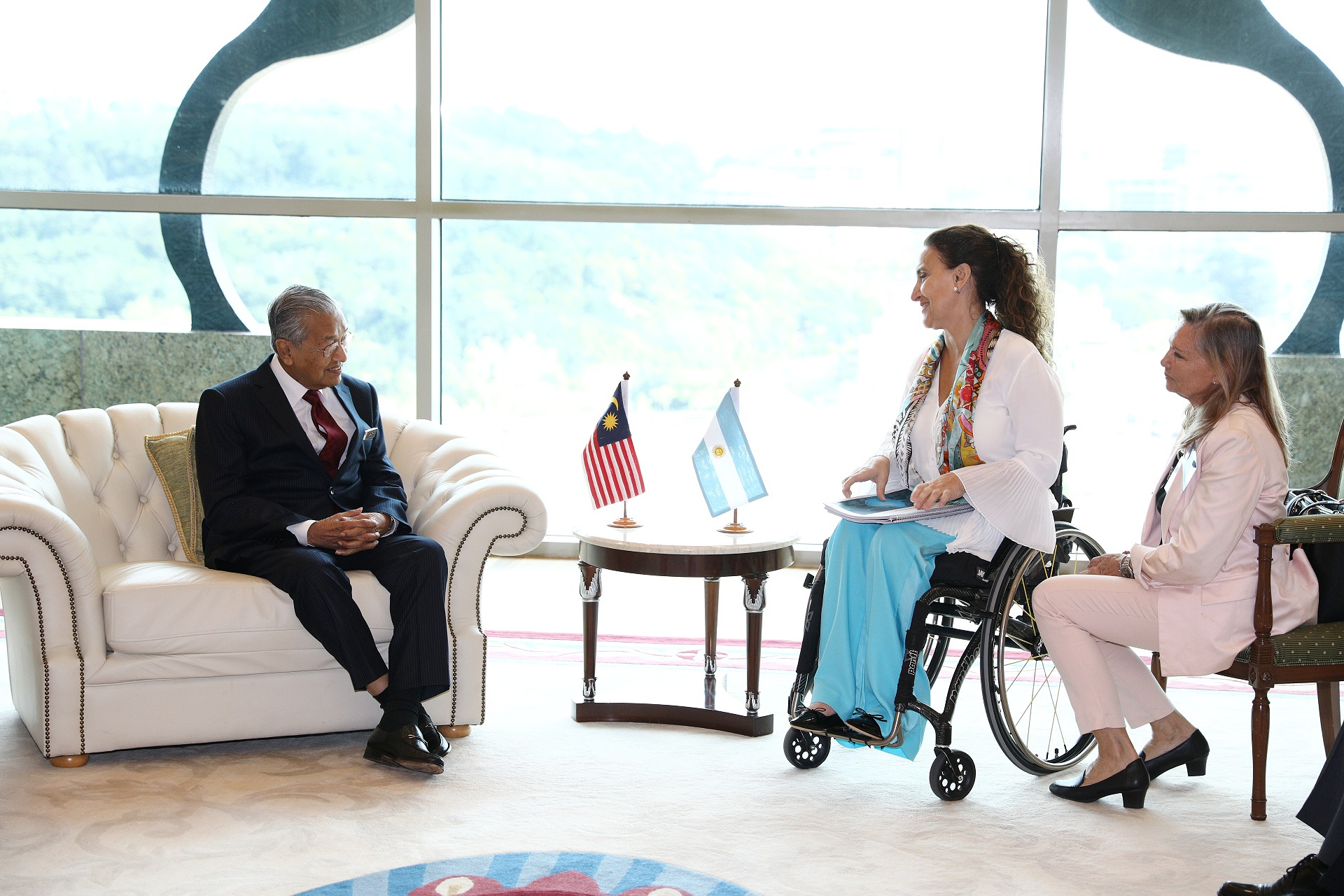
Премьер-министр Малайзии Махатхир Мохамад на встрече с вице-президентом Аргентины Габриэлой Микетти 6 мая 2019 года

Аргентина установила дипломатические отношения с Малайзией 7 июня 1967 года, через четыре года после образования Федерации Малайзии. Посольство Аргентины было открыто в Куала-Лумпуре в августе 1983 года. В то время как Малайзия открыла своё посольство в Буэнос-Айресе в 1989 году.

## Экономические отношения
Малайзия является 33-м основным рынком и 8-м основным азиатским покупателем для товаров Аргентины после Китая, Японии, Индии, Южной Кореи, Таиланда, Объединённых Арабских Эмиратов и Израиля. В 2002 году экспорт Аргентины в Малайзию составил сумму около 218 миллионов долларов США, а экспорт Малайзии около 43 миллионов долларов США. Экспорт Аргентины в Малайзию: сельскохозяйственная и промышленная продукция, в то время как малазийский экспорт в Аргентину относится к поставке полуфабрикатов.

## Соглашения
Соглашение об освобождении от налогов судов и самолётов, работающих в международном сообщении, подписано между двумя странами и вступило в силу в 1997 году.

## Дипломатические представительства
- Аргентина имеет посольство в Куала-Лумпуре[4].
- Малайзия содержит посольство в Буэнос-Айресе[5].